# Calvatiopsis
Calvatiopsis is een monotypisch geslacht van schimmels behorend tot de familie Agaricaceae. Het geslacht bevat alleen Calvatiopsis bovistoides.